# Антикрал
Антикрал (на немски: Gegenkönig; на латински: Contrarex; на английски: Anti-king; на френски: Antiroi; на чешки: Protikrál) е крал, поставен против управляващия крал, за да го свали. Антикралят се избира, най-често такива има в Свещената Римска империя.

## Антикрале вИзточното франкско кралство
- Арнулф I Лошия (919 – 921 против Хайнрих I Птицелов)
- Хайнрих II (984 – 985)

## Антикрале в Свещената Римска империя
- Рудолф фон Райнфелден (1077 – 1080 против Хайнрих IV)
- Херман фон Салм (1081 – 1088 против Хайнрих IV)
- Конрад III (1127 – 1135 против Лотар III), сам крал 1138 – 1152
- Фридрих II (1212 – 1215 против Ото IV), сам крал/император 1215/1220 – 1246
- Хайнрих Распе (1246 – 1247 против Фридрих II)
- Вилхелм Холандски (1248 – 1254 против Фридрих II и Конрад IV), сам крал 1254 – 1256
- Албрехт I Австрийски (1298 против Адолф от Насау), сам крал 1298 – 1308
- Карл IV (1346 против Лудвиг IV Баварски, сам крал/император 1346 – 1349 и 1349/1355 – 1378
- Гюнтер фон Шварцбург (1349 против Карл IV)
- Фридрих I фон Брауншвайг-Волфенбютел (1400 против Вацлав IV римско-германски крал

## Двойни избори в Свещената Римска империя
1198:
- Филип Швабски 1198 – 1208
- Ото IV 1198 – 1215 (император от 1209)

1257:
- Ричард Корнуолски 1257 – 1272
- Алфонсо от Кастилия 1257 – 1273

1314:
- Фридрих (III) Красивия 1314 – 1330
- Лудвиг IV Баварски 1314 – 1346 (император от 1328)

1410:
- Сигизмунд Люксембургски 1410 – 1437 (император от 1433)
- Йобст Моравски 1410 – 1411

## Бохемски антикрале
- Матяш I Корвин (1469 – 1490 против Иржи от Подебради и Владислав II)
- Фридрих фон Пфалц (1619 – 1632 против Фердинанд II)
- Карл Албрехт Баварски (1741 – 1745 против Мария Терезия)

## Френски антикрале
- Гуидо Сполетски (888 против Одо от Париж)
- Робер I (922 – 923 против Шарл III Простовати)
- Хенри VI (1431 против Шарл VII)
- Шарл кардинал дьо Бурбон като Шарл X (1589 – 1590 против Анри IV)

## Английски антикрале
- Свен I Вилобради (1013 – 1014 против Етелред II)
- Кнут Велики (1016 против Едмънд II), сам крал 1016 – 1035
- Мери I Кървавата (1553 против Джейн Грей), сама кралица 1553 – 1558

## Шотландски антикрале
- Amlaib/Olaf (971? – 977 против Кенет II)
- Дункан II (1094 против Доналд III)
- Едуард Балиол (1333 – 1336 против Дейвид II Брюс)